# Catherine de Bore
 (décembre 2022).
Si vous disposez d'ouvrages ou d'articles de référence ou si vous connaissez des sites web de qualité traitant du thème abordé ici, merci de compléter l'article en donnant les références utiles à sa vérifiabilité et en les liant à la section « Notes et références ».
Catherine de Bore (en allemand : Katharina von Bora), parfois appelée Catherine Luther, née le 29 janvier 1499 à Lippendorf et décédée le 20 décembre 1552 à Torgau, est l'épouse de Martin Luther.

## Biographie

### Jeunesse
Issue d'une famille de la petite noblesse de Saxe, dès l’âge de cinq ans, Catherine est placée par ses parents dans un couvent de bénédictines. Pour ses parents appauvris, ce placement semble la seule chance d’une éventuelle ascension sociale. Dans cet univers peu familier, Catherine retrouve d’autres fillettes qui, comme elle, sont soumises à la règle bénédictine. Il faut se lever tôt pour participer aux offices et à la vie austère du couvent. En 1508, à la mort de son épouse, Hans de Bore confie sa fille à l’abbaye de Nimbschen, au sud de Grimma. Sous la direction de sa tante et abbesse Margaretha von Haubitz, Catherine y apprend à lire et à écrire. Quelques notions de latin lui permettent de parfaire sa formation et en 1515, elle prononce ses vœux de nonne.

### Une fuite mémorable
En 1521, Martin Luther avait publié le De votis monasticis, déclarant que rien dans les écritures ne justifiait l'existence du monachisme et que les vœux prononcés par les religieux n'avaient aucune valeur. À Pâques 1523, grâce à un voiturier qui vient livrer du poisson à l’abbaye, Catherine et onze de ses consœurs peuvent se dissimuler dans des caques de poisson et franchir en cachette les portes de l’abbaye. Des complices extérieurs attendent les évadées et leur permettent de trouver des refuges. À Wittenberg, Catherine est hébergée par Barbara Brengebier, épouse du peintre Lucas Cranach l'Ancien depuis 1512. Chez ce dernier qui s’était lié d’amitié avec Philippe Melanchthon et Martin Luther, Catherine va rencontrer son futur époux.

### Mariage avec Martin Luther

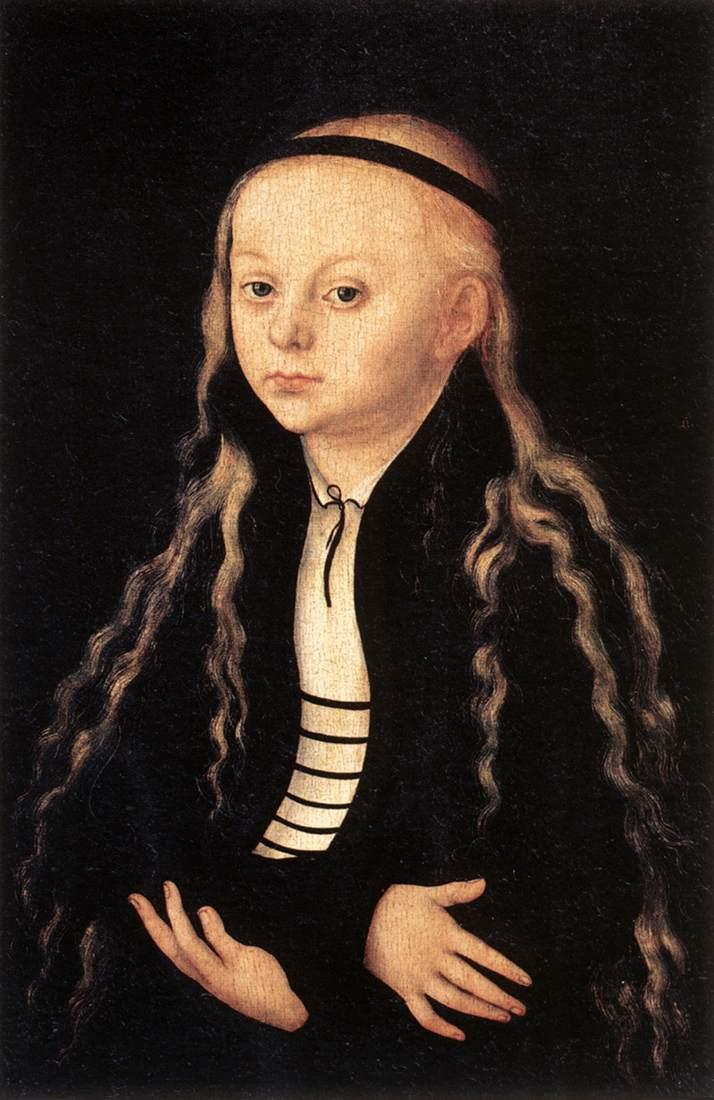
Magadalena Luther par Lucas Cranach l'Ancien en 1540, 1524 (Louvre).

Le 13 juin 1525, Catherine et Martin fêtent leurs fiançailles et deux semaines plus tard leur mariage en présence des témoins Barbara et Lucas Cranach. Johann Friederich von Wittenberg, le prince électeur (Kurfurst) de Saxe, met à la disposition du jeune couple le monastère augustin désaffecté de Wittenberg. Catherine qui n’a rien perdu de son dynamisme et de ses acquis de nonne cistercienne y pratique la pisciculture, l’apiculture, le travail de la terre, l’élevage de volailles, le brassage de la bière, l’entretien et la réfection des bâtiments, l’hébergement des étudiants de son époux qui, quant à lui, gagne sa vie en enseignant et en prêchant.
Elle aura six enfants, trois fils et trois filles :
- Johannes (Hans) né le 7 juin 1526, mort le 27 octobre 1575 à Königsberg en Prusse
- Elisabeth né le 10 décembre 1527, décédée 8 mois plus tard le 3 août 1528
- Magdalena née le 4 mai 1529, décédée le 20 septembre 1542 à Wittenberg - Photo.
- Martin né le 7 novembre 1531, mort le 4 mars 1565 à Wittenberg
- Paul né le 28 janvier 1533, mort le 8 mars 1593 à Leipzig
- Magarethe née le 17 décembre 1534, décédée en 1570 à Mühlhausen en Prusse.

D'autres enfants, des nièces et neveux de familles alliées, agrandiront encore le cercle familial et Catherine aura fort à faire pour nourrir, vêtir et éduquer les enfants.

### Après la mort de Martin Luther
Malade mais soigné avec beaucoup de dévouement, Martin Luther meurt en février 1546. Dès lors, Catherine, âgée de 47 ans, le seuil de la vieillesse à l'époque, se trouve dans une situation précaire et doit même se battre contre la justice et le droit local de Saxe qui veulent l'obliger à se retirer dans un hospice pour veuves avec comme seul héritage une chaise et une robe. En cette même année 1546, la Guerre de Ligue de Smalkade l’oblige à fuir pour rejoindre Magdebourg. De retour à Wittenberg, elle doit fuir une seconde fois en 1547 vers Brunswick puis revient au mois de juillet de la même année pour retrouver ses bâtiments délabrés et les terrains en friche. Catherine s’y réinstalle pourtant jusqu'en 1552 lorsqu'une épidémie de peste et la crise économique la font fuir pour rejoindre Torgau. Aux portes de la ville, à la suite d'un incident, les chevaux s’effarouchent et Catherine tombe de la voiture. Relevée avec une fracture du bassin et de nombreuses autres blessures, Catherine décède le 20 décembre.